# Neutrí solar

Neutrí solar (Cadena protó-protó) en el Model solar estàndard

Els neutrins electrònics es produeixen al Sol com a producte de la fusió nuclear. De bon tros la fracció més gran dels neutrins que passen a través de la Terra són els neutrins solars.

## Mecanismes
La contribució principal ve del reacció protó-protó. La reacció és:
{\displaystyle p+p\to {\text{d}}+e^{+}+\nu _{e}\!\ }
O en paraules:
2 protons {\displaystyle \to } deuteri + positró + neutrí electrònic.
D'aquesta reacció, es produeixen el 86% del total dels neutrins solars. Com es veu a la figura, els neutrins solars (cadena protó-protó) en el model solar estàndard, el deuteri es fusionen amb un altre protó per crear un nucli 3He i un raig gamma. Aquesta reacció pot ser vista com a:
{\displaystyle d+p\to {^{3}}He+\gamma \ }
L'isòtop 4He pot ser produït mitjançant l'ús de 3He en la reacció anterior que es veu a continuació.
{\displaystyle {^{3}}He+{^{3}}He\to {^{4}}He+2p}
Amb ambdós, l'heli-3 i l'heli-4 ja estan en el sistema, el beril·li pot fusionar per la reacció d'un de cada nucli d'heli, com es veu en la reacció:
{\displaystyle {^{3}}He+{^{4}}He\to {^{7}}Be+\gamma \ }
Ja que cal quatre protons i tres neutrons, des d'aquí el beril·li pot baixar per dues vies diferents. El beril·li pot capturar un electró i produir un nucli de liti-7 i un neutrí electrònic. També pot capturar un protó degut a l'abundància en una estrella. Això crearà bor-8. Ambdues reaccions són com es veu a continuació:
{\displaystyle {^{7}}Be+e^{-}\to {^{7}}Li+\nu _{e}\ }
Aquesta reacció produeix el 14% dels neutrins solars. El liti-7 es combinarà amb un protó per produir 2 nuclis d'heli-4.
{\displaystyle {^{7}}Be+p\to {^{8}}B+\gamma \ }
El bor-8 beta(+) decadència a beril·li-8 a causa del protó extra que pot ser vist a sota:
{\displaystyle {^{8}}B\to {^{8}}Be{^{*}}+e^{+}+\nu _{e}\ }
La reacció produeix aproximadament el 0,02% dels neutrins solars. Aquests pocs neutrins solars tenen les energies més grans. L'asterisc en beril·li-8 indica que el nucli està en un estat excitat.
{\displaystyle {^{8}}Be{^{*}}\to {^{4}}He+{^{4}}He}
A continuació, els excitats nuclis de beril·li-8, es divideixen en dos nuclis d'heli-4.

## Dades observades
El més alt flux del neutrí solar ve directament del protó-interacció de protó, i tenir una energia baixa, fins a 400 keV. Hi ha també molts altres mecanismes de producció significatius, amb energies fins a 18 MeV.
Des de la Terra, la quantitat de flux de neutrins a la Terra és del voltant de rodona 7·10¹⁰ de partícules/cm²/s.
El nombre de neutrins que pot predir pel model solar estàndard. El nombre detectat de neutrins electrònics era una tercera part era una tercera part del nombre previst, i això es coneix com el problema dels neutrins solars. Això va conduir a la idea de l'oscil·lació dels neutrins i el fet que els neutrins poden canviar el gust. Això es va confirmar quan es va mesurar el flux total de neutrins solars de tota classe i es va mostrar d'acord amb les prediccions anteriors del flux d'espera dels neutrins electrònics, com es veu per l'Observatori de Neutrí de Sudbury, i així va confirmar que els neutrins tenen massa.
L'espectre d'energia dels neutrins solars també és pronosticat pels models solars. És fonamental conèixer aquest espectre d'energia perquè els diferents experiments de detecció de neutrins són sensibles a diferents rangs d'energia de neutrí. L'Experiment Homestake va utilitzar clor i era més sensible als neutrins solars produïts per la desintegració de l'isòtop 7Be. L'Observatori de Neutrins de Sudbury és més sensible als neutrins solars produïts per 8B. Els detectors que utilitzen gal·li són més sensibles als neutrins solars produïts pel procés de reacció en cadena protó-protó. El 2012, la col·laboració coneguda com a Borexino va informar de la detecció de neutrins de baixa energia per al protó-electró-protó (reacció pep reacció) que produeix 1 a 400 nuclis de deuteri al sol. El detector contenia 100 tones mètriques de líquid i va veure una mitjana de 3 esdeveniments cada dia (a causa de la producció de carboni 11) d'aquesta reacció termonuclear relativament poc comuna.
El nombre de neutrons pot ser pronosticada pel model solar estàndard. El nombre detectat de neutrins electrònics va ser només un terç del nombre previst, i això es coneix com el problema dels neutrins solars. Això va conduir a la idea d'oscil·lació de neutrins i el fet que els neutrins poden canviar el gust. Això es va confirmar quan es va mesurar el flux total de neutrins solars de tota classe i es va mostrar d'acord amb les prediccions anteriors d'espera de flux de neutrins electrònics, com es veu per l'Observatori de Neutrins de Sudbury, per la qual cosa va confirmar que els neutrins tenen massa.
El neutrí pot provocar reaccions nuclears. En observar minerals antics de diverses edats que han estat exposats als neutrins solars a través del temps geològic, hi ha la possibilitat per interrogar la lluminositat del Sol amb el temps, el qual, segons el model solar estàndard, ha canviat amb temps.